# Alto-Zaza
Alto-Zaza – miasto w Angoli, w prowincji Uíge.